# Susanne Beck (Rechtswissenschaftlerin)
Susanne Beck (* 1977) ist eine deutsche Rechtswissenschaftlerin.

## Karriere
Susanne Beck besuchte von 1987 bis 1996 das Gymnasium Casimirianum in Coburg. Nach dem Studium (1996–2000) der Rechtswissenschaften mit dem Schwerpunkt Europarecht, Völkerrecht an der Universität Würzburg und dem Referendariat (2001–2003) in Schweinfurt, Würzburg und Sydney erwarb sie von 2004 bis 2006 an der Universität Würzburg die Promotion. Nach dem Master of Law (2006–2007) an der London School of Economics und der Habilitation 2013 an der Juristischen Fakultät der Universität Würzburg ist sie seit 2013 Inhaberin des Lehrstuhls für Strafrecht, Strafprozessrecht, Strafrechtsvergleichung und Rechtsphilosophie an der Universität Hannover.

## Forschungsbereiche
Ihre Forschungsbereiche sind Allgemeines Strafrecht (insbes. Fragen der Einwilligung und der Schuld), Strafrecht und moderne Technologien, Medizinstrafrecht, Ethik und Recht und ihr Verhältnis im Kontext moderner Gesellschaftsfragen, Strafrechtsvergleichung (insbes. Fragen der Methodik) und Rechtsphilosophie und Rechtstheorie (insbes. Fragen der Methodik, der Beziehungen von Recht und Ethik, Einbeziehung anderer Disziplinen, Bewertung von Gesetzen).

## Schriften (Auswahl)
- Stammzellforschung und Strafrecht. Zugleich eine Bewertung der Verwendung von Strafrecht in der Biotechnologie. Berlin 2006, ISBN 3-8325-1358-2.
- (Hrsg.): Krankheit und Recht. Ethische und juristische Perspektiven. Berlin 2017, ISBN 3-662-52650-6.
- mit Thomas C. Knierim, Anna Oehmichen und Claudius Geisler: Gesamtes Strafrecht aktuell. Baden-Baden 2018, ISBN 3-8487-4223-3.
- mit Carsten Kusche und Brian Valerius (Hrsg.): Digitalisierung, Automatisierung, KI und Recht. Festgabe zum 10-jährigen Bestehen der Forschungsstelle RobotRecht. Baden-Baden 2020, ISBN 3-8487-7705-3.
- mit Brian Valerius, Carsten Kusche, Felix Ruppert: Fälle zum Wirtschaftsstrafrecht, erschienen am 30. Juli 2021, ISBN 978-3-406-76282-6.
- (Hrsg., mit Erol Pohlreich, Bernd-Dieter Meier, Georgia Stefanopoulou und Sascha Ziemann): Strafrecht in der Krise, Nomos Verlag, Baden-Baden 2022, ISBN 978-3-8487-8879-8.
- mit David Samhamer, Klemens Budde, Aljoscha Burchardt, Michelle Faber, Simon Gerndt, Sebastian Möller, Bilgin Osmanodja, Roland Roller, Peter Dabrock: Klinische Entscheidungsfindung mit Künstlicher Intelligenz, Springer, Berlin 2023, ISBN 978-3-662-67007-1.

## Auszeichnungen
Anlässlich der Verleihung der Gorgias- und Alkidamas-Wanderpreise für das Rhetorik und Didaktik im Wintersemester 2020/21 und Sommersemester 2021, erhielt Susanne Beck den 3. Preis für die Vorlesung Grundkurs zum Strafrecht I.